# Tamale
Tamale  es una ciudad ghanesa, situada en el centro del país, en la provincia de la Región Norte. Corresponde a la tercera ciudad más grande de Ghana y un centro de inversión emergente en África occidental. Tiene una población proyectada de 950,124 según el sitio web oficial de la Asamblea Metropolitana de Tamale. Es la ciudad de más rápido crecimiento en África Occidental. La ciudad está ubicada a 600 km (370 millas) al norte de Acra. La mayoría de los residentes de Tamale son musulmanes y de la tribu Dagombas. Esto último se refleja en la multitud de mezquitas ubicadas en la ciudad, destacando en particular la Mezquita Central, la Mezquita Afa Ajura (Mezquita Ambariyyah), la Mezquita Afa Basha (mezquita Nuuria) y la Mezquita de la misión musulmana Ahmadiyyah.
Debido a su ubicación central, Tamale sirve como un centro para todas las actividades administrativas y comerciales en la Región Norte, actuando también como la capital política, económica y financiera de esta región. El centro de Tamale alberga sucursales regionales de instituciones financieras y un número considerable de organizaciones no gubernamentales internacionales y locales.

## Geografía
Tamale se encuentra en la Región Norte de Ghana y más precisamente en el Reino de Dagbon. Los jefes locales (de barrio) y el jefe de distrito de Tamale están subordinados al Rey Dagomba en Yendi. 

## Idioma
El idioma de la gente en Tamale es Dagbani.

## Educación
Tamale es el principal centro de educación en el norte de Ghana. Actualmente cuenta con un total de 742 escuelas básicas se encuentran dentro de la metrópoli. Esto comprende 94 jardines de infancia, 304 escuelas primarias, 112 secundarias y 14 escuelas secundarias superiores. El resto son instituciones técnicas/profesionales, dos facultades de educación, una universidad técnica y otras dos universidades, una pública y otra privada.
En el vecindario Education Ridge en la parte noroeste de la ciudad y con una superficie de alrededor de 3 km², se encuentran 20 escuelas que van desde jardines de infancia hasta escuelas secundarias y preparatorias, institutos de formación de profesores, la Universidad Técnica de Tamale y una universidad. Los numerosos árboles que bordean las calles de esta parte de la ciudad le dan un aspecto de selva tropical. La Universidad de Estudios del Desarrollo (UDS) tiene dos campus ubicados en Tamale y uno en las cercanías de Nyankpala. La sede de la UDS también se encuentra en Tamale.

## Ciudades hermanas
- Louisville, Estados Unidos
- Tucumán, Argentina
- Niamey, Níger
- Fada N'gourma, Burkina Faso